# Соколовский, Владимир Игнатьевич
Соколовский, Владимир Игнатьевич (1808—1839) — русский поэт и писатель.

## Биография
Родился в Семипалатинске (по другим данным — в Иркутской губернии) в семье подполковника Игнатия Соколовского. С десяти лет учился в Петербурге, в 1-м Кадетском корпусе.
В мае 1826 года за «неспособность по болезни к военной службе выпущен из корпуса для определения к статским делам, с награждением за успехи в науках чином 12 класса». Он отправился в Томск к отцу, ставшему к тому времени исполняющим обязанности томского губернатора, где поступил на службу в штат канцелярии общего губернского правления. В мае 1828 года Соколовский перевёлся в Красноярск, в канцелярию Енисейского общего губернского управления на должность экзекутора (судебного чиновника) под начало своего дяди, губернатора Енисейской губернии А. Степанова.
В Енисейской губернии Соколовский прослужил три года. Он собирал статистические сведения, участвовал в 1829 году в создании литературного объединения «Красноярская литературная беседа», сотрудничал с «Енисейским альманахом», был знаком с ссыльными декабристами Владимиром Раевским, Сергеем Кривцовым, Александром Пестовым, Николаем Мозгалевским, Семеном Краснокутским.
В 1831 году Соколовский уволился со службы и уехал в Москву. В 1832 году была издана его поэма «Мироздание» — свободное переложение библейской «Книги бытия» о сотворении мира и грехопадении человека. В Москве Соколовский общался с вольнолюбиво настроенной молодежью, главным образом студентами или недавними выпускниками Московского университета. Известно, что он дружил с А. И. Полежаевым и Н. М. Сатиным.
Не имея никаких средств к существованию, Соколовский был вынужден заняться сочинением лёгкой беллетристики. В 1833 году были изданы его «Рассказы сибиряка» — произведение, написанное вперемежку прозой и стихами. В 1833 году по заказу книготорговца он написал роман фельетонного типа «Две и одна, или Любовь поэта», изданный в 1834 году.
Затем, в надежде вновь поступить на службу, Соколовский отправился в Петербург. Однако в июле 1834 года он был арестован по делу «о лицах, певших в Москве пасквильные песни». Его обвинили в сочинении песни о смерти Александра I и воцарении Николая I, начинающейся стихами:
«Русский император

В вечность отошёл.

Ему оператор

Брюхо распорол» 

(другой вариант:

«Русский император

Богу дух вручил.

Ему оператор

Брюхо начинил»).
Следствие длилось девять месяцев, после чего Соколовский в числе трёх «наиболее опасных преступников» был приговорен к заключению в Шлиссельбургскую крепость на «неопределённый срок». По рассказу А. Герцена, привлечённого по тому же делу, перед объявлением этого приговора в апреле 1835 года Соколовский был «во всем блеске своего юмора» и «тешил нас всех рассказами».
В Шлиссельбургской крепости Соколовский находился с апреля 1835 года до осени 1836 года, после чего был освобождён и сослан в Вологду, где он стал редактором «Вологодских губернских ведомостей». В 1837 в Петербурге была издана его драматическая поэма «Хеверь», в основу которой легла библейская легенда об Эсфири. В Вологде Соколовский также сочинил другую обширную поэму — «Альма», также на основе библейского источника — «Песни песней» (отрывки из неё в 1837 году были опубликованы в журнале «Современник»), а также поэму «Разрушение Вавилона» (опубликована в 1839 в альманахе «Утренняя заря»). Стихотворения Соколовского печатались в журналах и газетах «Галатея» (1830), «Литературные прибавления к «Русскому инвалиду» (1831, 1837—39), «Современник» (1837), «Библиотека для чтения» (1837), «Вологодские губернские ведомости» (1838—39).
Здоровье Соколовского было подорвано тюремным заключением в сыром и холодном каземате, кроме того, он злоупотреблял алкоголем. В начале 1838 года он по болезни был переведён в Ставрополь, где и умер 17(29) октября 1839 года.
После смерти Соколовского осталось большое количество неопубликованных его произведений, некоторые из них были напечатаны в журнале «Маяк» в 1844—45 годах и в «Литературной газете» в 1841 и 1843 годах.

## Память
Владимир Соколовский стал одним из героев романа-эссе Владимира Чивилихина «Память» (опубликован в 1981—1984 годах).